# My Fatal Kiss
My Fatal Kiss (рус. «Мой роковой поцелуй») — четвёртый студийный альбом немецкой симфоник-метал-группы Krypteria, выпущенный 24 августа 2009 года на лейблах OnFire и Roadrunner Records.

## Об альбоме
Хотя My Fatal Kiss нельзя назвать концептуальным альбомом в классическом понимании этого слова, тематика альбома всё же проникнута темой двойственности человека.
17 июля 2009 года песня «Ignition» стала доступна для свободного скачивания на официальном сайте группы. Затем появился видеоклип на песню «For You I'll Bring the Devil Down».
Альбом достиг 63 позиции в немецких чартах и добрался до 42 строчки в греческих.

## Список композиций
| №   | Название                                  | Длительность |
| --- | ----------------------------------------- | ------------ |
| 1.  | «Ignition»                                | 4:46         |
| 2.  | «My Fatal Kiss»                           | 3:08         |
| 3.  | «Why Did You Stop the World From Turning» | 6:04         |
| 4.  | «For You I'll Bring the Devil Down»       | 3:32         |
| 5.  | «Deny»                                    | 4:55         |
| 6.  | «The Freak in Me»                         | 5:38         |
| 7.  | «Never Say Die»                           | 4:34         |
| 8.  | «Dying to Love»                           | 3:13         |
| 9.  | «Shoot Me»                                | 3:40         |
| 10. | «God I Need Someone»                      | 3:42         |
| 11. | «Now (Start Spreading the Word)»          | 4:35         |

| №   | Название                         | Длительность |
| --- | -------------------------------- | ------------ |
| 12. | «Headfirst Into a Sea of Flames» | 4:00         |
| 13. | «Too Late, Game Over & Goodbye»  | 4:10         |

## Участники записи
- Джиин Чо — вокал
- Крис Симонс — гитара
- Фрэнк Штюмфолль — бас-гитара
- С. К. Кушнерус — ударные